# Stadthalle (Lübeck)

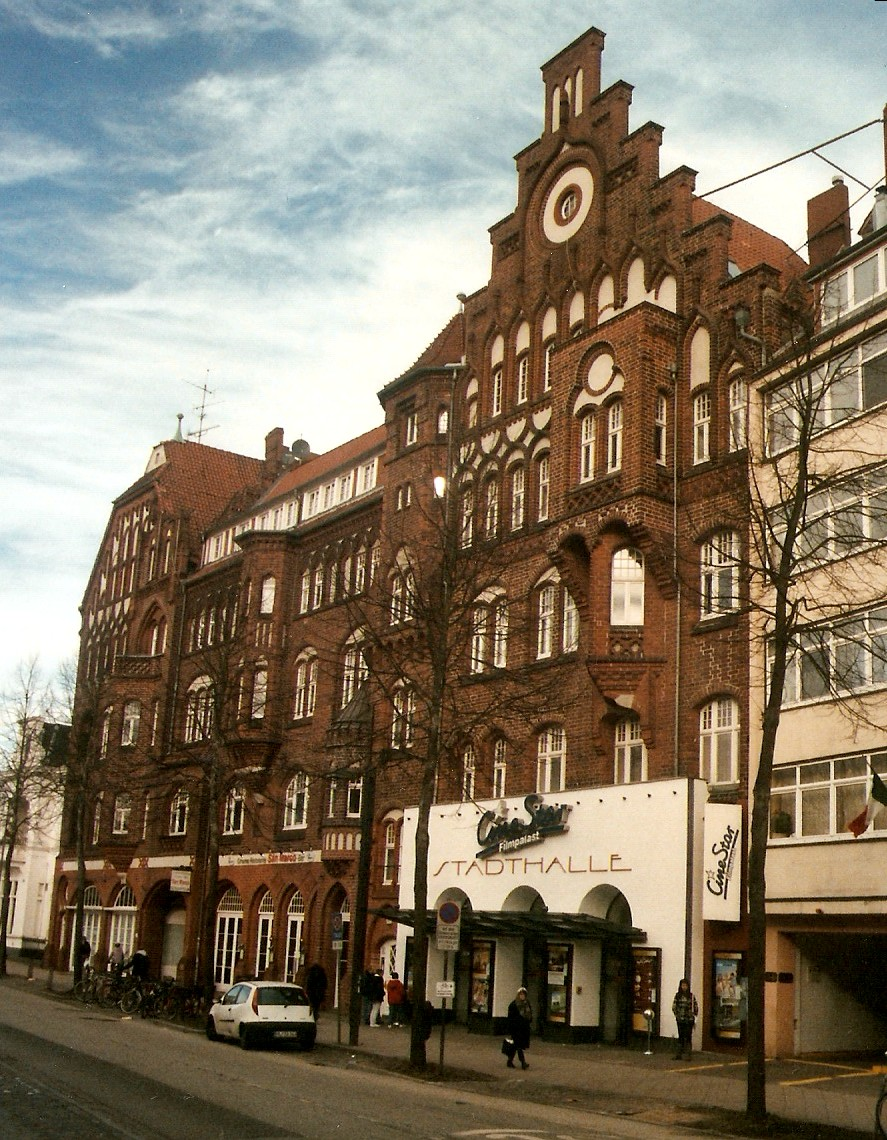
Die Stadthalle

Die Stadthalle ist ein Lübecker Lichtspielhaus und gegenwärtig das älteste bespielte Kino der Stadt.

## Stadthallen-Theater
Ab etwa 1899 erwuchs der Wunsch nach der Schaffung eines großen, modern angelegten Saales mit einem Fassungsvermögen um die 2.000 Personen wie die Mainzer Stadthalle oder der Mannheimer Rosengarten. Die Architekten Georg Runau (Lübeck) und Otto Kerwien (Potsdam) und andere ersannen 1899 eine Lösung für die Stelle des alten Tivoligartens (Burgtor) und 1901 für die der Salzspeicher (Holstenbrücke). Beide wurden nicht realisiert.
Nun fand sich am dritten Stadteingang ein Grundstück, dessen Lage und Form den Ausschlag geben sollte – der Concordia-Garten. Das Projekt wurde mit einem vorläufigen Kapital von 800.000 M., was vom Verein für Musikfreunde nach kurzem um 500.000 M. erhöht wurde, unter Bildung eines aus 12 Personen bestehenden Konsortiums im Januar 1903 begonnen und nach nicht ganz 9 Monaten vollendet (Rohbau). Nach dem Entwurf  Kerwiens oblag Runau die Leitung vor Ort.

Stadthalle (1904)
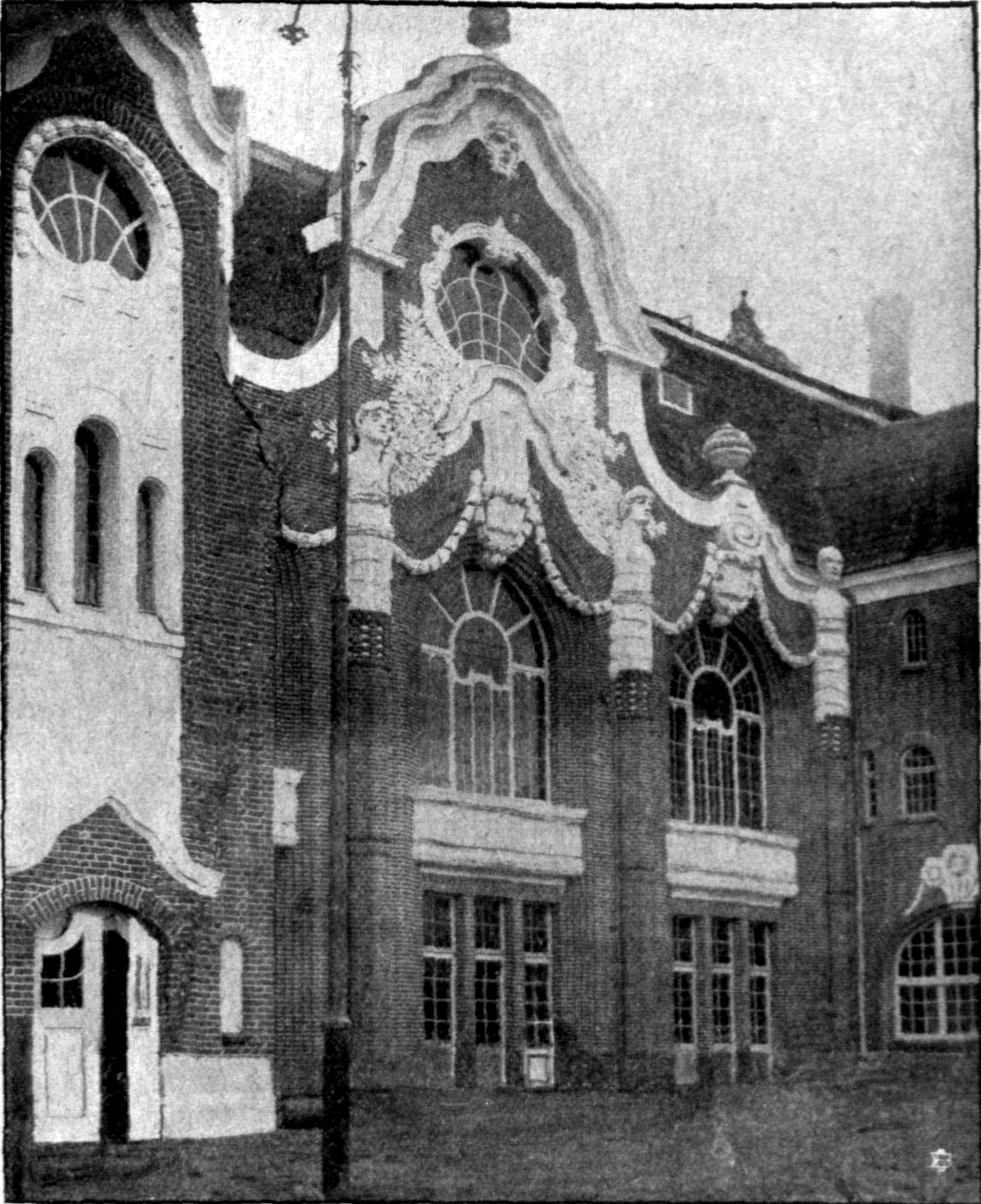
Gartenansicht
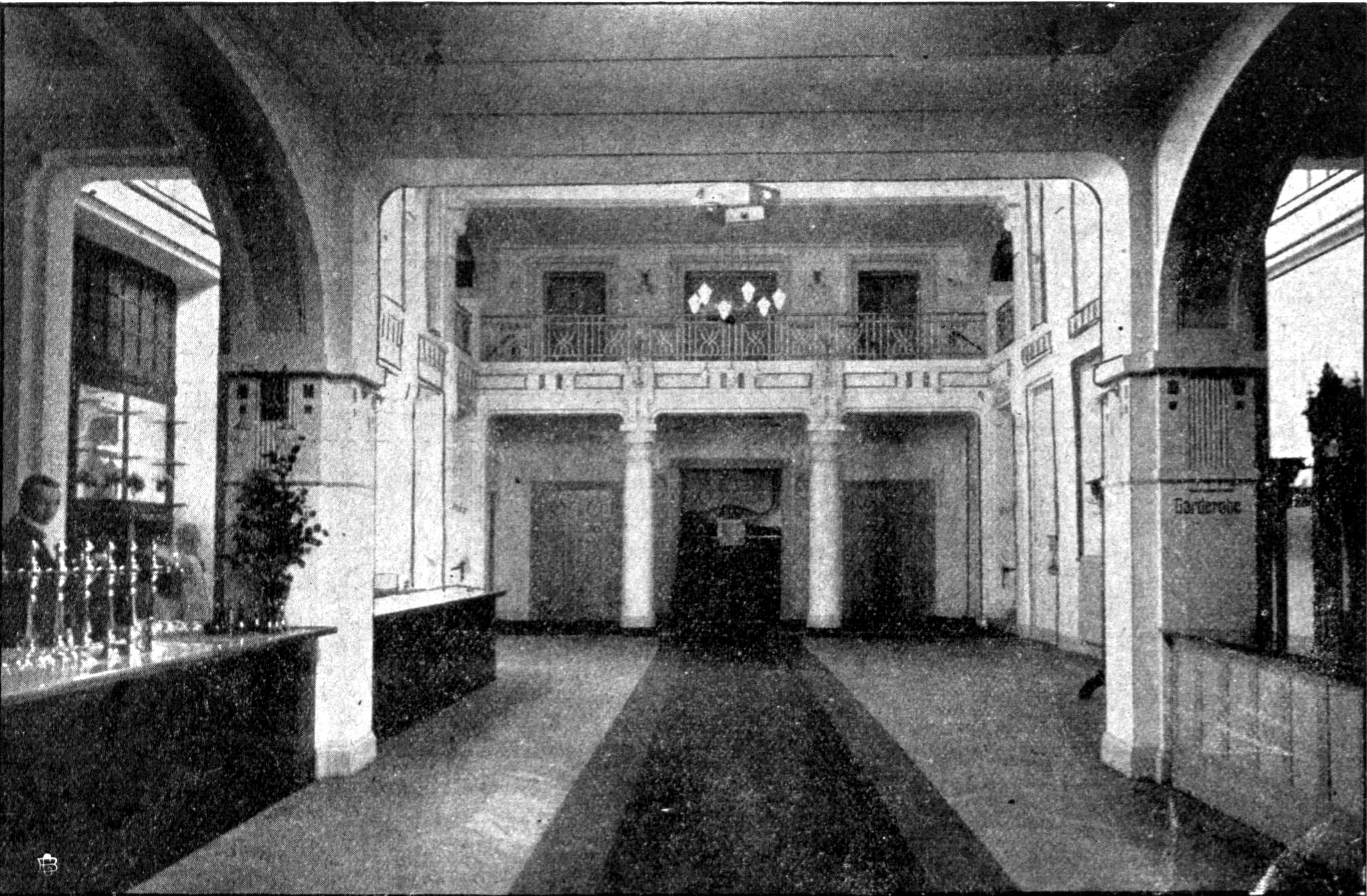
Foyer
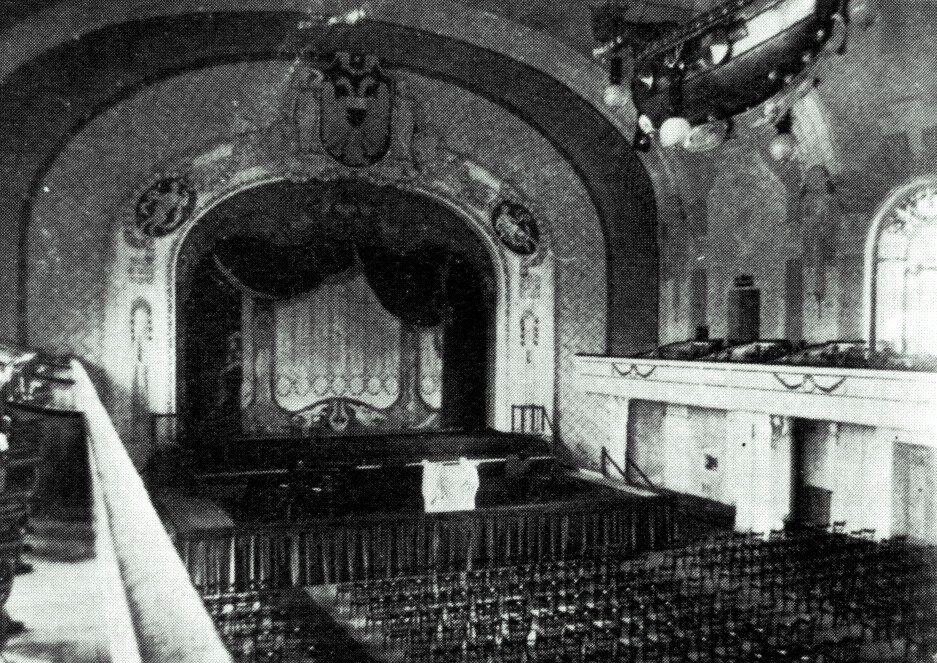
Großer Festsaal
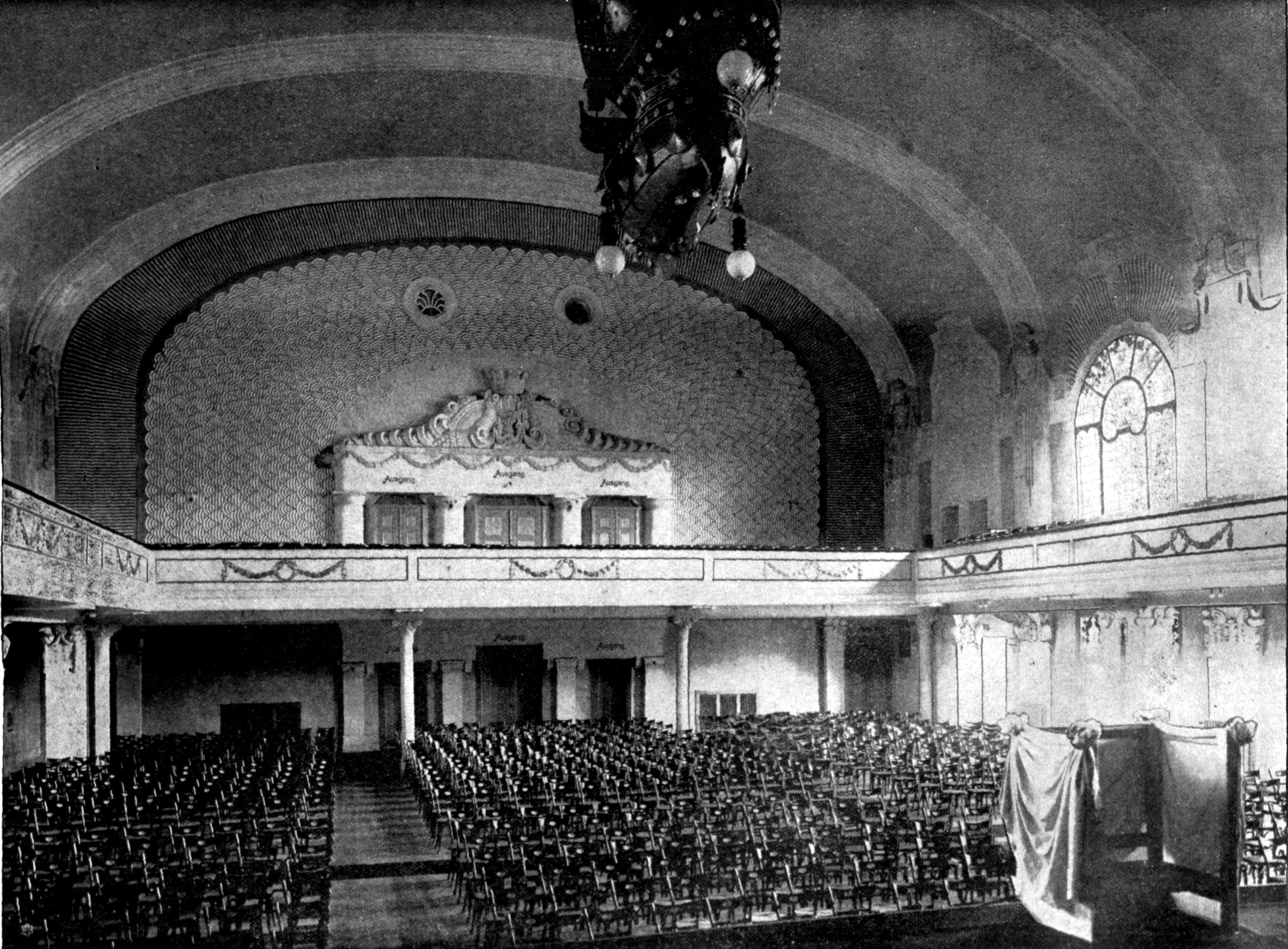
Festsaal
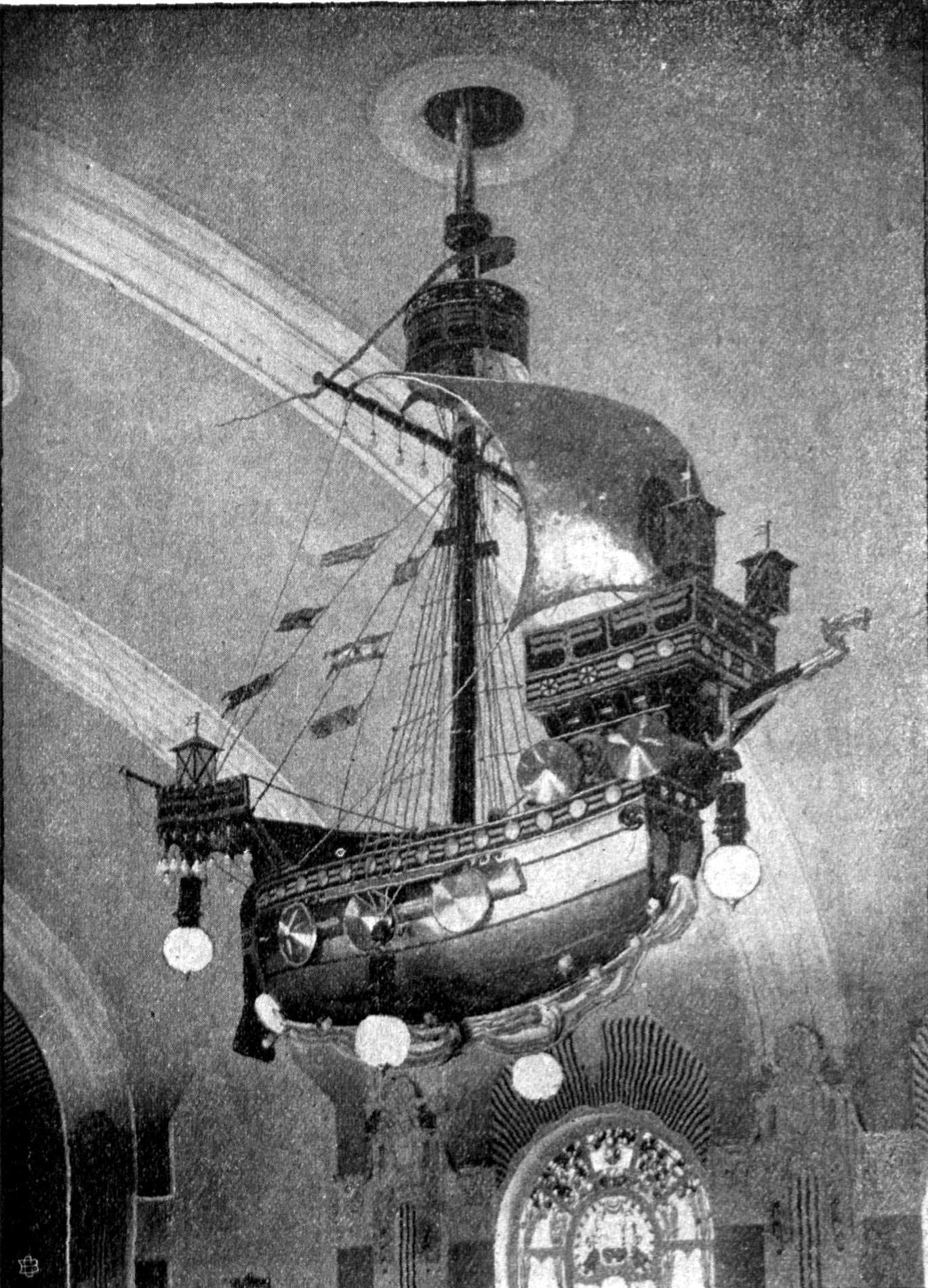
Beleuchtungskörper (Altlübsche Kriegskogge) im Festsaal der Stadthalle
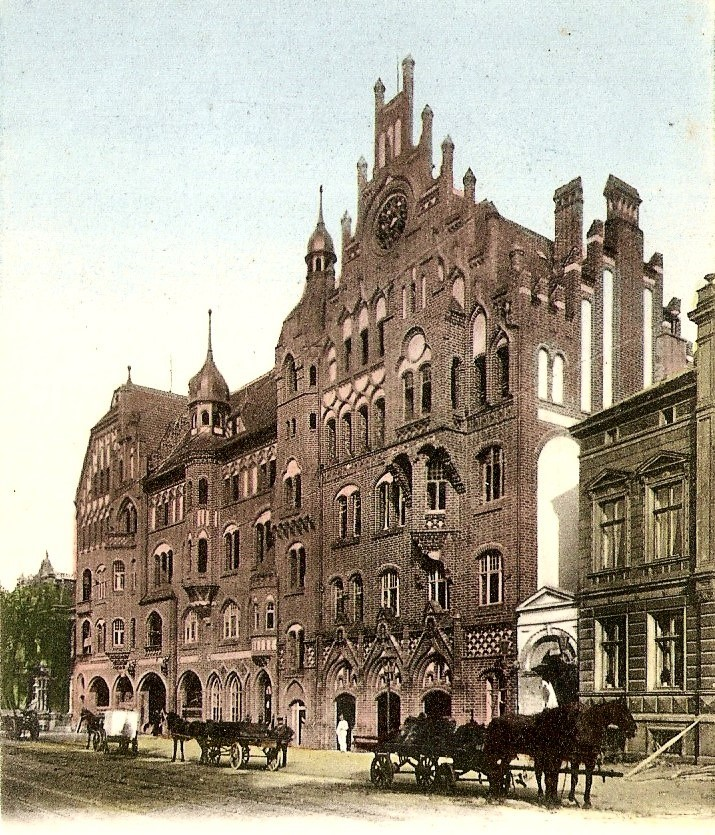
Straßenansicht um 1905

Das Wohngebäude erhebt sich mit vier Stockwerken 43 m zur Straße (Mühlenbrücke 9-13) in die Höhe. Es enthielt zehn Wohnungen (heute Geschäftsräume der Greater Union International GmbH), drei Läden, eine Durchfahrt zum Garten und an der südlichen Seite im Erdgeschoss das Restaurant und Eingangsvestibule für die Festräume. Die Fronten wurden mit Rathenower Steinen mittelalterlichen Formats im Sinne der norddeutschen Backsteingotik erbaut. Es fuhr ein Fahrstuhl und zwei Kunstsandsteintreppen mit schmiedeeisern vergoldeten Geländern führten zu den Plätzen des ersten Ranges. Der Hauptsaal, mit einer Fläche von 926 m², stand der Größe nach in  Deutschland an 17. Stelle. Die Bühnenfassade krönte der Lübeckische Adler der von zwei Frauen (Attribut der Schauspielkunst und Musik) flankiert wurde.
Die Architektur der Festräume war, bis auf den Beleuchtungskörper, in modern stilisiertem Barock gehalten.
Ein architektonisches Motiv kehrt mehrfach wieder. Es ist die Darstellung dreier vertikal gehaltener Striche (siehe z. B. die Gartenansicht). Sie stellen Stabbrunnen, das Zeichen des Architekten, dar. Sie sollen die göttliche Dreifaltigkeit als das Symbol der wahren göttlichen Kunst andeuten.
Neben den Festräumen am Krähenteich mit Blick auf Lübeck liegt der 8.000 m² terrassenförmig angelegte Garten, der für Konzerte genutzt wurde.
Die Einweihung der Bühne geschah durch ein Gastspiel, Lessing: „Minna von Barnhelm“, durch das Ensemble des Deutschen Theaters zu Hamburg am Sonntag, den 23. Oktober. Am Montag konzertierte der Verein der Musikfreunde und Donnerstag schloss ein Festessen in den Restaurationsräumen die Feierlichkeiten ab.
Lübeck hatte eine neue Sehenswürdigkeit.

Zeichnung für den inneren Umbau in der Stadthalle (1907)
Skizze 1: Querschnitt
Skizze 2: Längsschnitt
Skizze 3: Parterre
Skizze 4: 1. Rang

In der Folgezeit erwies sich jedoch diese als bei weitem nicht so rentabel, wie es die Planungen einst prophezeiten. So erwies sich die Anordnung der Gesellschaftsräume als nicht so zweckmäßig, wie es für einen gewinnbringenden Betrieb erforderlich war. Zudem war der große Konzert- und Theatersaal aufgrund seiner erheblichen akustischen Mängel nicht tragbar.
Nach Plänen des Architekten Rudolph Wilken, nach dessen Plänen auch das Hansa-Theater erbaut wurde, wurde die Stadthalle umgebaut.
Für eine bessere Akustik musste der Saal (Skizze 1) verkleinert werden. Dem Querschnitt ist zu entnehmen, dass die tonnenartig gewölbte Decke durch eine gerade nur 13 m über den Fußboden liegende ersetzt wurde. Die tragenden Säulen wurden bis zum Deckenfries hochgeführt. Dadurch wurde die Breite des Saals auf 19,5 m und die Länge von 36 auf 28 m verringert (Skizze 2).
Skizze 3 zeigt den Grundriss des umgebauten Saales im Parterre. Die Sitzplätze in ihrer neuen Anordnung steigen reihenmäßig von der Bühne weg und von der Mitte zu den Seiten.
Der Grundriss des ersten Ranges zeigt Skizze 4. Er wurde bis an die Bühnenöffnung vorgeschoben. Auch hier war die hintere Reihe gegenüber der Vorderen höher.
Die Decke wurde in Kassettenteilung in Holz eingebaut. Dies diente der Dämmung und Absorbierung des Schalls.
Die Türen zum Foyer wurden ersetzt und die Beleuchtung durch 4 Bogenlampen und in die Kassetten verteilte Glühbirnen ersetzt.
Vom Theaterausgang wurde ein unmittelbarer Zugang zum Restaurant geschaffen. Der Garten wurde völlig neu angelegt und mit einem Wandelgang am Wasser versehen.
Im August 1915 geriet der Betreiber in finanzielle Schwierigkeiten; die Stadthalle wurde von der Hansestadt Lübeck übernommen. Für die langfristige Nutzung des im Unterhalt äußerst kostspieligen Gebäudes bestand jedoch zunächst kein Konzept. Selbst der Umbau zu einem Hallenbad wurde in Erwägung gezogen. Die Verpachtung an ein Theaterunternehmen schied aus, da man Konkurrenz für das Stadttheater befürchtete.

## Nach dem Ersten Weltkrieg
Erst im Februar 1919 fand sich ein für die Stadt Lübeck akzeptabler Pächter: Die James Henschel GmbH, ein Tochterunternehmen der Universum Film AG, das mehrere Kinos in Hamburg betrieb und zudem ein bedeutender Filmverleih im norddeutschen Raum war, übernahm die Stadthalle als Lichtspielhaus. Im Pachtvertrag behielt sich die Stadt vor, Einfluss auf das Kinoprogramm zu nehmen und erhielt als Eigentümer des Gebäudes das Recht, die Stadthalle gegebenenfalls für eigene Veranstaltungen nutzen zu können.
Nachdem die notwendigen Umbauten vollendet waren, fand am 19. September 1919 die Eröffnung der Stadthallen-Lichtspiele statt, die mit 1200 Plätzen das größte Kino Lübecks waren. Im Unterschied zu den bis dahin bestehenden Kinos der Stadt galt ein Besuch der als vornehmer empfundenen und zudem obrigkeitlich kontrollierten Stadthalle von Anfang an als respektable Unterhaltung und nicht als anspruchslose bis anrüchige Zerstreuung für die Unterschicht.
Im September 1929 verzichtete Henschel auf die Verlängerung des Pachtvertrags. Sein Partner, der Hamburger Geschäftsmann Wilhelm Markmann, benötigte wegen der anstehenden kostspieligen Umrüstung auf Tonfilmapparaturen und für die dringend notwendige Renovierung der Stadthalle neue Teilhaber. Er gewann den Lübecker Kaufmann Leopold Gonser und den Musikalienhändler Ernst Robert. Robert schied nach wenigen Jahren wieder aus der Teilhaberschaft aus, und Markmann trat geschäftlich nur noch selten in Erscheinung, so dass die Leitung des Lichtspielhauses in den folgenden Jahrzehnten alleine bei Gonser lag.
Mit dem neu gewonnenen Kapital wurden die Stadthallen-Lichtspiele 1930 zu einem Tonfilmkino umgerüstet. 1934 folgte eine umfassende Modernisierung, wobei auch die mittlerweile als altmodisch empfundenen reichhaltigen Stuckverzierungen und Dekorationen, die noch aus der Zeit der ursprünglichen Nutzung als Theater stammten, entfernt wurden. Neben einem zeitgemäßeren Erscheinungsbild versprach man sich davon eine Verbesserung der nach wie vor unbefriedigenden Akustik, die jedoch nicht eintrat.
1938, angesichts der Konkurrenz des Delta-Palastes, banden sich die Stadthallen-Lichtspiele als sogenanntes Regietheater eng an die Universum Film AG, da es nur auf diese Weise möglich war, die publikumswirksamen Produktionen des Konzerns zu erhalten, die für ein Kino dieser Größe unverzichtbar waren. Die Stadthalle wurde vertraglich verpflichtet, 8 % der Einspielergebnisse an die Ufa abzutreten und erhielt im Gegenzug günstigere Verleihkonditionen als unabhängige Lichtspielhäuser. Dank der bevorzugten Behandlung durch den Ufa-Konzern wurde die Stadthalle wieder zum führenden Kino Lübecks.

## Zweiter Weltkrieg und Nachkriegszeit
Der britische Bombenangriff vom 28./29. März 1942, der große Teile der historischen Lübecker Altstadt vernichtete, traf auch die Stadthalle. Der Kinosaal wurde zerstört, während der vordere Teil des Gebäudes mit dem Foyer nur verhältnismäßig geringe Schäden davontrug. Eingangshalle und Foyer wurden zum behelfsmäßigen Saal umgebaut; noch im selben Jahr wurde das Kino als Not-Lichtspiel-Theater Stadthalle mit 400 Plätzen wiedereröffnet.
Nach der Besetzung Lübecks durch britische Streitkräfte am 2. Mai 1945 wurde die Stadthalle beschlagnahmt und diente als Victory-Cinema ausschließlich britischen Soldaten und ihren Familien. 1947 wurde sie Leopold Gonser zurückerstattet und die Betriebserlaubnis als unabhängiges Kino erteilt.
1951 begann die Errichtung eines neuen Saals, unterstützt durch zweckgebundene Mittel des Landes Schleswig-Holstein für die Beseitigung von Kriegsschäden. Entsprechend den Interessen der Stadt Lübeck, die nach wie vor Eigentümerin der Stadthalle war, entstand ein in erster Linie als moderne Kongress- und Konzerthalle mit 1011 Plätzen konzipierter Bau, dessen tatsächliche Hauptnutzung als Kino zahlreiche Kompromisse erforderte. Der neue Pachtvertrag mit Gonser war inhaltlich nahezu identisch mit dem 1919 mit Henschel geschlossenen. Die Stadt ließ sich das Recht zusichern, die Stadthalle jährlich für 10 Kongresse, 18 kulturelle Veranstaltungen sowie eine beliebige Anzahl sonstiger Großveranstaltungen nach Bedarf nutzen zu können.
Die Doppelnutzung der Stadthalle erwies sich in den Folgejahren als problematisch, da die Akustik des Kompromissbaus weder für Konzerte noch Filmvorführungen ideal war. Für Kongresse wurde sie so gut wie nie verwendet.
Nach Leopold Gonsers Tod im Dezember 1953 übernahmen seine Tochter Barbara und ihr Ehemann Kurt Bovensiepen die Leitung der Stadthallen-Lichtspiele, die durch die nötige Berücksichtigung von Veranstaltungswünschen der Stadt und die ungünstigen Konditionen, die unabhängige Lichtspielhäuser gegenüber Kinoketten von Filmverleihern erhielten, kompliziert wurde. Als zu Beginn der 1960er Jahre unter anderem durch die zunehmende Verbreitung des Fernsehens die Zuschauerzahlen in den Kinos abnahmen, war eine Verkleinerung des Kinosaales aufgrund der Doppelnutzung nicht möglich, und auch ein stärker ausgewähltes Filmprogramm ließ sich nicht umsetzen, da der große Saal zur Kostendeckung die Vorführung von Mainstream-Filmen mit entsprechender Auslastung notwendig machte.
Im April 1973 gab Barbara Bovensiepen die Stadthallen-Lichtspiele an die Kinobetreiber Albert Kieft und Wilhelm Grießhammer als neue Pächter ab, die das Lichtspielhaus trotz zurückgehender Attraktivität und sinkenden Zuspruchs beim Lübecker Kinopublikum in den folgenden Jahrzehnten weiterbetrieben. 1991 wurde im 1951 errichteten Kinosaal Asbest entdeckt, was eine Fortführung des Kinobetriebs unmöglich machte. Die Stadthallen-Lichtspiele wurden daraufhin geschlossen.

## Verkauf und Umbau 1994
1992 erwarb die nunmehr in Lübeck ansässige Kieft-Gruppe die Stadthalle von der Hansestadt Lübeck. Der asbestbelastete Kinosaal wurde in den folgenden zwei Jahren komplett entkernt. Nach Abschluss dieser Arbeiten entstand im Rahmen einer vollständigen Modernisierung eine Kinoanlage mit sieben Sälen verschiedener Größe und insgesamt 1570 Sitzplätzen. Die umgebaute Stadthalle, nunmehr unter dem Namen CineStar Filmpalast Stadthalle, wurde 1994 wiedereröffnet und ist seit Schließung des Capitols im Frühjahr 2006 das derzeit älteste betriebene Lübecker Lichtspieltheater.